# Garphyttan
Garphyttan – miejscowość (tätort) w Szwecji, w regionie administracyjnym (län) Örebro, w gminie Örebro.
Według danych Szwedzkiego Urzędu Statystycznego liczba ludności wyniosła: 1613 (31 grudnia 2015), 1544 (31 grudnia 2018) i 1557 (31 grudnia 2019).